# Rhinatrema bivittatum
Rhinatrema bivittatum es una especie de anfibio gimnofión de la familia Rhinatrematidae. Habita en Brasil, Guayana Francesa, Guyana y Surinam. Su hábitat natural incluye bosques secos tropicales o subtropicales, ríos y corrientes intermitentes de agua dulce.